# Đĩa bán dẫn

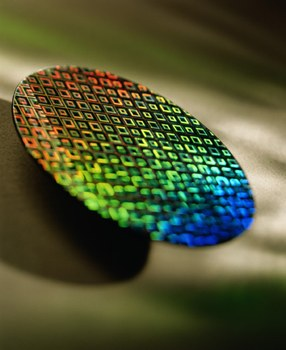
Một đĩa bán dẫn đã được khắc

Đĩa bán dẫn được làm từ silic có độ tinh khiết cao, là vật liệu xuất phát trong quy trình sản xuất thiết bị bán dẫn cũng như thiết bị MEMS (micro electro-mechanical system). Đĩa bán dẫn thông thường có các đường kính 300 mm (12 inch), 200 mm (8 inch), 150 mm (6 inch).
Tuy có độ tinh khiết cao, đĩa bán dẫn vẫn được pha tạp chất để dẫn điện theo hai loại: loại p dẫn điện bằng lỗ trống, loại n dẫn điện nhờ điện tử.